# Gilbert Pratt
Gilbert Pratt, nato Gilbert Walker Pratt (Providence, 16 febbraio 1892 – Los Angeles, 19 dicembre 1954), è stato un regista, sceneggiatore e attore statunitense attivo soprattutto all'epoca del cinema muto.
Si firmava talvolta anche con il nome Gil Pratt.

## Biografia
Nato nel 1892 in Rhode Island, a Providence, Gilbert Pratt iniziò la sua carriera cinematografica come attore caratterista. Passò ben presto alla regia, lavorando per la Kalem e per Hal Roach. Negli anni venti, alle sue attività aggiunse anche quella di sceneggiatore, scrivendo le gag per Al Christie alla Vitagraph e per Mack Sennett. All'avvento del sonoro, Pratt passò a scrivere sceneggiature per film drammatici con qualche residua incursione nella commedia.
Nella sua carriera, si contano circa una novantina di film come regista, una ventina da sceneggiatore e diciannove da attore. Prese parte anche a tre film lavorando agli effetti speciali o come consulente tecnico.
Gilbert Pratt morì il 10 dicembre 1954 a Los Angeles all'età di 62 anni.

## Filmografia

### Regista
- Pinched, co-regia Harold Lloyd – cortometraggio (1917)
- Move On, co-regia Billy Gilbert – cortometraggio (1917)
- The Big Idea, co-regia Hal Mohr – cortometraggio (1917)
- The Tip, co-regia Billy Gilbert – cortometraggio (1918)
- The Lamb, co-regia di Harold Lloyd – cortometraggio  (1918)
- Hit Him Again – cortometraggio (1918)
- Beat It – cortometraggio (1918)
- A One Night Stand, co-regia di Hal Roach – cortometraggio (1918)
- It's a Wild Life – cortometraggio (1918)
- The Non-Stop Kid – cortometraggio (1918)
- The City Slicker – cortometraggio (1918)
- Sic 'Em, Towser – cortometraggio (1918)
- Are Crooks Dishonest? – cortometraggio (1918)
- That's Him – cortometraggio (1918)
- Two Scrambled – cortometraggio (1918)
- Bees in His Bonnet – cortometraggio (1918)
- Hear 'Em Rave – cortometraggio (1918)
- Farms and Fumbles – cortometraggio (1918)
- Bums and Boarders – cortometraggio (1918)
- Wanted - $5,000 – cortometraggio (1919)

- Going! Going! Gone! – cortometraggio (1919)
- Love and Lather – cortometraggio (1919)
- Damsels and Dandies – cortometraggio (1919)
- Girlies and Grubbers – cortometraggio (1919)
- Harems and Hookum – cortometraggio (1919)
- Flips and Flops – cortometraggio (1919)
- Zip and Zest – cortometraggio (1919)
- Vamps and Variety – cortometraggio (1919)
- Caves and Coquettes – cortometraggio (1919)
- Rubes and Robbers – cortometraggio (1919)
- Throbs and Thrills – cortometraggio (1920)
- Knights and Knighties – cortometraggio (1920)
- Dynamite – cortometraggio (1920)
- A Close Shave – cortometraggio (1920)

- In Again, Out Again – cortometraggio (1921)
- High & Dry – cortometraggio (1921)
- Bride and Gloom – cortometraggio (1921)
- Peaceful Alley – cortometraggio (1921)
- Fast and Furious – cortometraggio (1921)

- Squirrel Food – cortometraggio (1921)
- Fresh Air – cortometraggio (1921)
- Fool Days – cortometraggio (1921)
- Straight from the Farm – cortometraggio (1922)
- His Inheritance Taxi – cortometraggio (1922)
- Gee Whiskers – cortometraggio (1922)
- A Studio Rube – cortometraggio (1922)
- All Balled Up – cortometraggio (1922)
- The Egg – cortometraggio (1922)

- A Bully Pair – cortometraggio (1922)
- Mud and Sand – cortometraggio (1922)
- The Optimist – cortometraggio (1923)
- Rolling Home – cortometraggio (1923)
- The Sleepwalker – cortometraggio (1923)
- Simple Sadie – cortometraggio (1923)
- Three Cheers – cortometraggio (1923)
- Mark It Paid – cortometraggio (1923)
- One Dark Night – cortometraggio (1923)
- Some Nurse – cortometraggio (1924)
- Paris Lights – cortometraggio (1924)
- Laughing Gas – cortometraggio (1924)
- Lonesome – cortometraggio (1924)
- Cornfed – cortometraggio (1924)
- Grandpa's Girl – cortometraggio (1924)
- Court Plaster – cortometraggio (1924)
- Sea Legs – cortometraggio (1925)

- Love Goofy – cortometraggio (1925)
- Don't Tell Dad – cortometraggio (1925)
- Keep Smiling, co-regia di Albert Austin (1925)
- Are Parents Pickles? – cortometraggio (1925)
- Whispering Lions – cortometraggio (1925)
- Hayfoot, Strawfoot?, co-regia di Jefferson Moffitt – cortometraggio (1926)
- Fight Night, co-regia di Jefferson Moffitt – cortometraggio (1926)
- The Heavy Parade – cortometraggio (1926)
- Smith's Visitor – cortometraggio (1926)
- A Harem Knight, co-regia di Edward F. Cline – cortometraggio (1926)
- Smith's Uncle – cortometraggio (1926)
- Three Glad Men – cortometraggio (1927)
- The Unsocial Three – cortometraggio (1927)
- Old Tin Sides – cortometraggio (1927)
- Smith's Surprise – cortometraggio (1927)
- You're Next – cortometraggio (1927)
- Heavy Hikers – cortometraggio (1927)
- What Price Dough – cortometraggio (1927)
- How High Is Up? – cortometraggio (1927)
- Campus Romeos – cortometraggio (1927)
- His Baby Daze – cortometraggio (1929)
- Camera Shy – cortometraggio (1930)
- Hasty Marriage – cortometraggio (1931)
- Sealskins, co-regia di Morey Lightfoot – cortometraggio (1932)
- L'Amour guide, co-regia di Jean Boyer (1933)
- Elmer and Elsie (1934)
- Boys Will Be Girls (1937)

### Sceneggiatore
- Viaggio di nozze (Just Married), regia di Frank R. Strayer (1928)

### Attore
- College Days, regia di Scott Sidney – cortometraggio (1915)
- Shorty Among the Cannibals, regia di Scott Sidney – cortometraggio (1915)
- Shorty's Troubled Sleep, regia di Jay Hunt – cortometraggio (1915)
- Lonesome Luke on Tin Can Alley, regia di Hal Roach – cortometraggio (1917)
- Lonesome Luke's Honeymoon, regia di Hal Roach – cortometraggio (1917)
- Lonesome Luke, Plumber, regia di Hal Roach – cortometraggio (1917)
- Stop! Luke! Listen!, regia di Hal Roach – cortometraggio (1917)
- Lonesome Luke, Messenger, regia di Hal Roach – cortometraggio (1917)
- Lonesome Luke's Wild Women, regia di Hal Roach – cortometraggio (1917)
- Lonesome Luke Loses Patients – cortometraggio (1917)
- Birds of a Feather – cortometraggio (1917)
- From Laramie to London – cortometraggio (1917)

- Love, Laughs and Lather – cortometraggio (1917)
- Clubs Are Trump, regia di Hal Roach – cortometraggio (1917)
- We Never Sleep – cortometraggio (1917)
- The Chicken Hunters – cortometraggio (1919)
- Clever Cubs – cortometraggio (1920)